# Austrian Open Kitzbühel 2010
L'Austrian Open Kitzbühel 2010 è un torneo professionistico di tennis maschile giocato sulla terra rossa. È stata la 65ª edizione dell'Austrian Open che ha cambiato nome in Interwetten Austrian Open Kitzbühel per motivi di sponsorizzazione. È stata la 65ª edizione del torneo, l'unica facente parte dell'ATP Challenger Tour. Si è giocato nell'impianto del Tennis stadium Kitzbühel a Kitzbühel in Austria dal 2 all'8 agosto 2010.

## Partecipanti

### Teste di serie
| Nazionalità | Giocatore     | Ranking* | Testa di serie |
| ----------- | ------------- | -------- | -------------- |
| Italia      | Andreas Seppi | 55       | 1              |
| Rep. Ceca   | Jan Hájek     | 78       | 2              |
| Uruguay     | Pablo Cuevas  | 85       | 3              |
| Australia   | Peter Luczak  | 93       | 4              |
| Germania    | Björn Phau    | 97       | 5              |
| Giamaica    | Dustin Brown  | 98       | 6              |
| Spagna      | Pablo Andújar | 100      | 7              |
| Italia      | Paolo Lorenzi | 106      | 8              |

- Ranking al 26 luglio 2010.

### Altri partecipanti
Giocatori che hanno ricevuto una wild card:
- Pablo Cuevas
- Thomas Muster
- Nicolas Reissig
- Dominic Thiem

Giocatori che hanno ricevuto uno special Exempt:
- Evgenij Donskoj
- Marek Semjan

Giocatori passati dalle qualificazioni:
- Andreas Haider-Maurer
- Gerald Kamitz
- Jan Minář
- Grzegorz Panfil

## Campioni

### Singolare
Andreas Seppi ha battuto in finale  Victor Crivoi, 6–2, 6–1

### Doppio
Dustin Brown /  Rogier Wassen hanno battuto in finale  Hans Podlipnik-Castillo /  Max Raditschnigg, 3–6, 7–5, [10–7]